# C·沃伦·霍利斯特
C·沃伦·霍利斯特（英語：Charles Warren Hollister，也译作賀力斯特，1930年11月2日—1997年9月14日）是一位美国历史学家和作家，加利福尼亞大學聖塔芭芭拉分校历史学系的建立者之一，专攻中世纪的英格兰，主要作品有《西洋中古史》（Medieval Europe: A Short History，也译作《欧洲中世纪史》）、《西方传统的根源》（Roots of the Western Tradition: A Short History of the Ancient World，也译作《西方文明之根》）等。